# Zealous Angles
Zealous Angles (deutsch „ambitionierte Winkel“) ist ein Jazzalbum von Matt Mitchell. Die wohl um 2023/24 entstandenen Aufnahmen erschienen am 16. August 2024 auf Pi Recordings.

## Hintergrund
Neben seinen eigenen Projekten war der Pianist Matt Mitchell um 2024 als Sideman mit Musikern wie Miles Okazaki, Ches Smith, Darius Jones oder Kim Cass tätig. Daneben beschäftigt er sich damit, seine eigenen eigenwilligen Kompositionen zu entwickeln und geeignete Ensembles zusammenzustellen, um sie aufzuführen, notierte Troy Dostert. Zu seinen vorangegangenen Werken gehörten A Pouting Grimace (2017), Phalanx Ambassadors (2019) und Snark Horse (2021). Auf dem Album Zealous Angles spielt Matt Mitchell mit dem Bassisten Chris Tordini und dem Schlagzeuger Dan Weiss. Tordini und Weiss haben in den Jahren zuvor intensiv mit Mitchell zusammengearbeitet, vor allem bei dessen Album Vista Accumulation (2015), einem Album, auf dem auch Chris Speed an Klarinette und Tenorsaxophon mitwirkte. Anders als auf Vista Accumulation, das lange, verschlungene Stücke enthielt, sei die Musik auf Zealous Angles straff und konzentriert, mit einer lapidaren Präzision, die den Schwerpunkt eindeutig auf die komplizierte Zusammenarbeit der Musiker lege.

## Titelliste
- Matt Mitchell: Zealous Angles (Pi Recordings)

1. Sponger
2. Space
3. Jostler
4. Angled Languor
5. Rapacious
6. Zeal
7. Traipse
8. Cinch
9. Apical Gropes
10. Rejostled
11. Grail Automating
12. Gauzy
13. Lunger
14. Pre-traipsed
15. Synch
16. Optical Gripes
17. Radial Mazing

Die Kompositionen stammen von Matt Mitchell.

## Rezeption

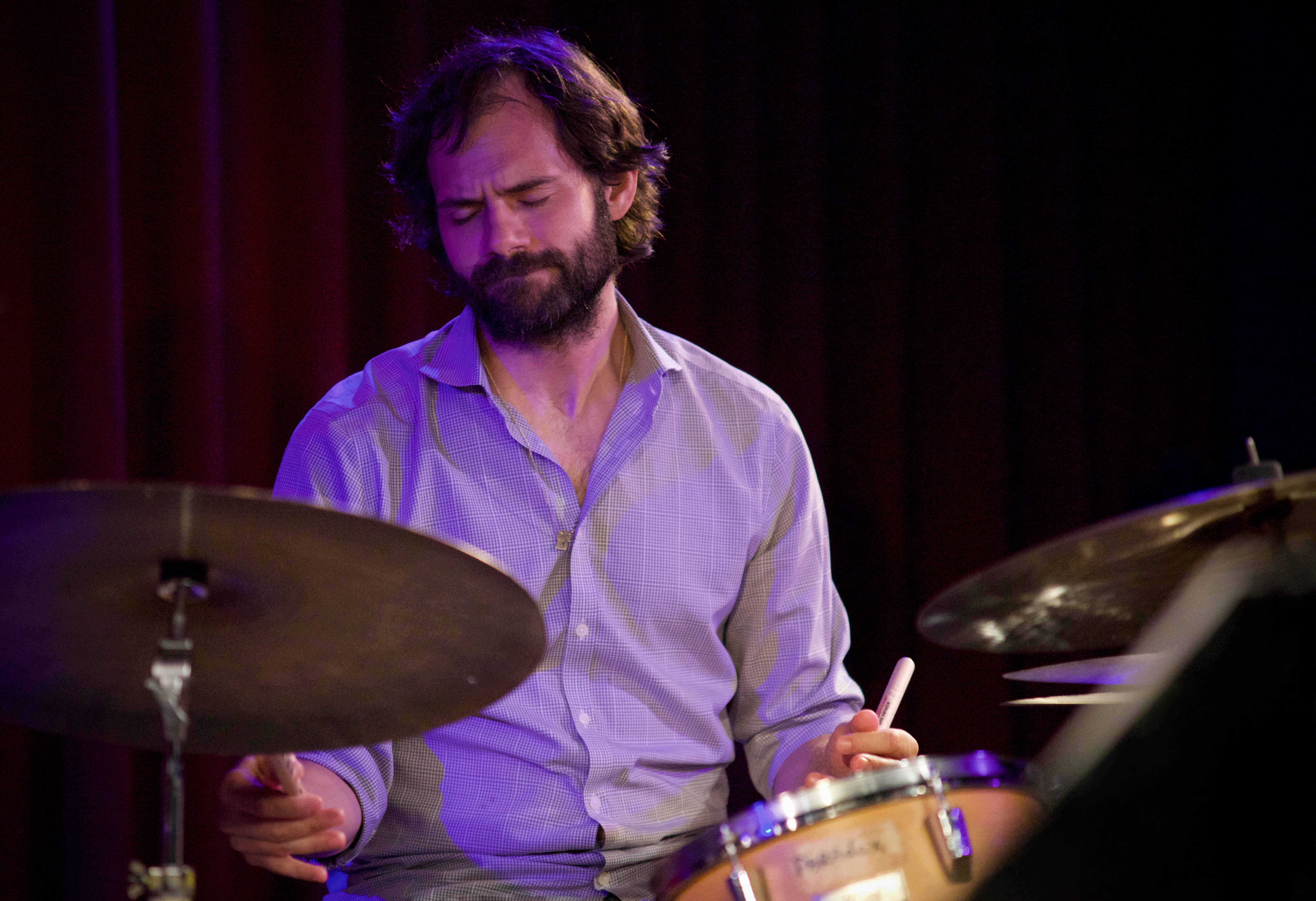
Dan Weiss (2019)

Nach Ansicht von Troy Dostert, der das Album in All About Jazz rezensierte, kann es inmitten dieser kreativen Fülle an Produktionen Mitchells eine gewisse Erleichterung sein, den Pianisten in einer „konventionellen“ Trio-Besetzung zu hören, alleine durch Bass und Schlagzeug unterstützt. Das solle nicht heißen, dass die köstliche Musik auf Zealous Angles oberflächlich oder unkompliziert wäre. Aber das reduzierte Format würde es dem Hörer ermöglichen, sich noch stärker auf Mitchells außergewöhnliches Können als Pianist und sein hervorragendes Verhältnis zu seinen Kollegen zu konzentrieren, Qualitäten, die bei seinen weitreichenderen Klangexperimenten manchmal weniger offensichtlich seien.
Wie alles, woran Mitchell beteiligt ist, ist dieses Trio kein typisches Jazz-Piano-Trio, schrieb Eyal Hareuveni in Salt Peanuts. Mitchells eigenwillige Kompositionen für dieses Trio würden Mitchells jüngstes Interesse an mehreren asynchronen Zyklen unter Verwendung von Polyrhythmus und Polymeter widerspiegeln. Die Stücke böten allen Musikern genügend Freiheit, innerhalb und zwischen dem Material zu interpretieren und zu improvisieren. Das hochkomplexe rhythmische Ergebnis mit seinen unerwarteten harmonischen und intervallischen Ideen klinge, als ob dieses Trio um sich selbst tanzt und dabei spontan und ständig sein komplexes, präzises rhythmisches Zentrum verschiebt und dabei eine melodisch-textliche Fließfähigkeit und anregende Energie behalte, selbst auf den spärlichsten und spärlichsten Gebieten minimalistische Stücke.
Matt Mitchell, der Pianist, der dafür bekannt sei, anspruchsvolle, eigene Kompositionen nur mit einem Schlagzeuger zu präsentieren, habe nun gezeigt, was er kann, wenn ein Bassist hinzukommt, schrieb S. Victor Aaron (Something Else!). Das sei Mitchell, der immer Reibung nutze, um Funken zu erzeugen, Jazz, der wackle, aber immer in der Vorwärtsbewegung fällt. Mitchells Stücke seien größtenteils prägnant und würden Wert darauf legen, Ideen zu präsentieren und zusammenzufassen, bevor sie ihre Frische verlieren. Er lässt die Komplexität täuschend einfach klingen: „Sponger“ ist ein Muster, das immer wieder, aber in unterschiedlicher Länge wiederholt wird, nicht nur von Mitchell, sondern von allen dreien.